# Forte de Bandorá

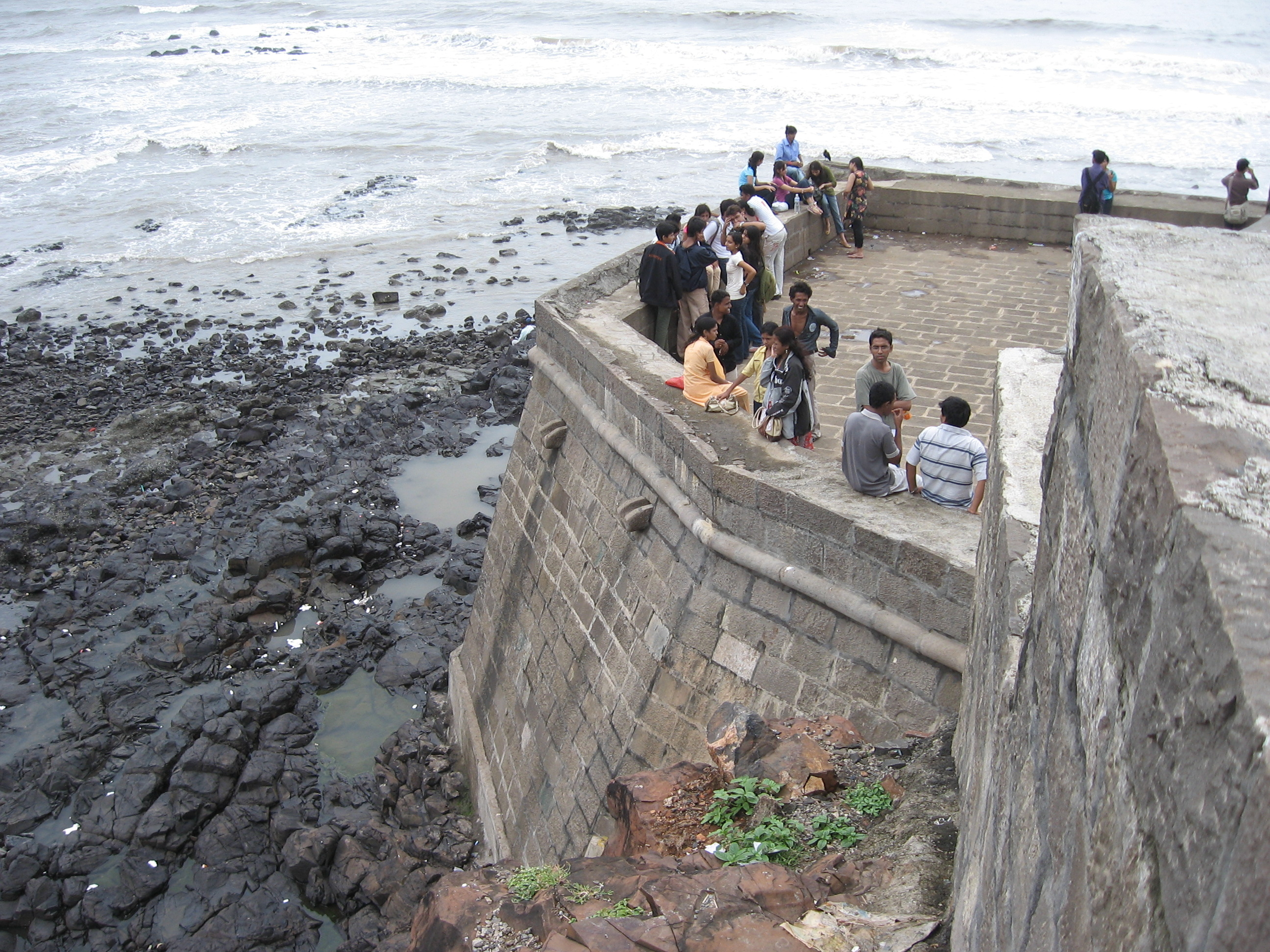
Aspecto de um baluarte

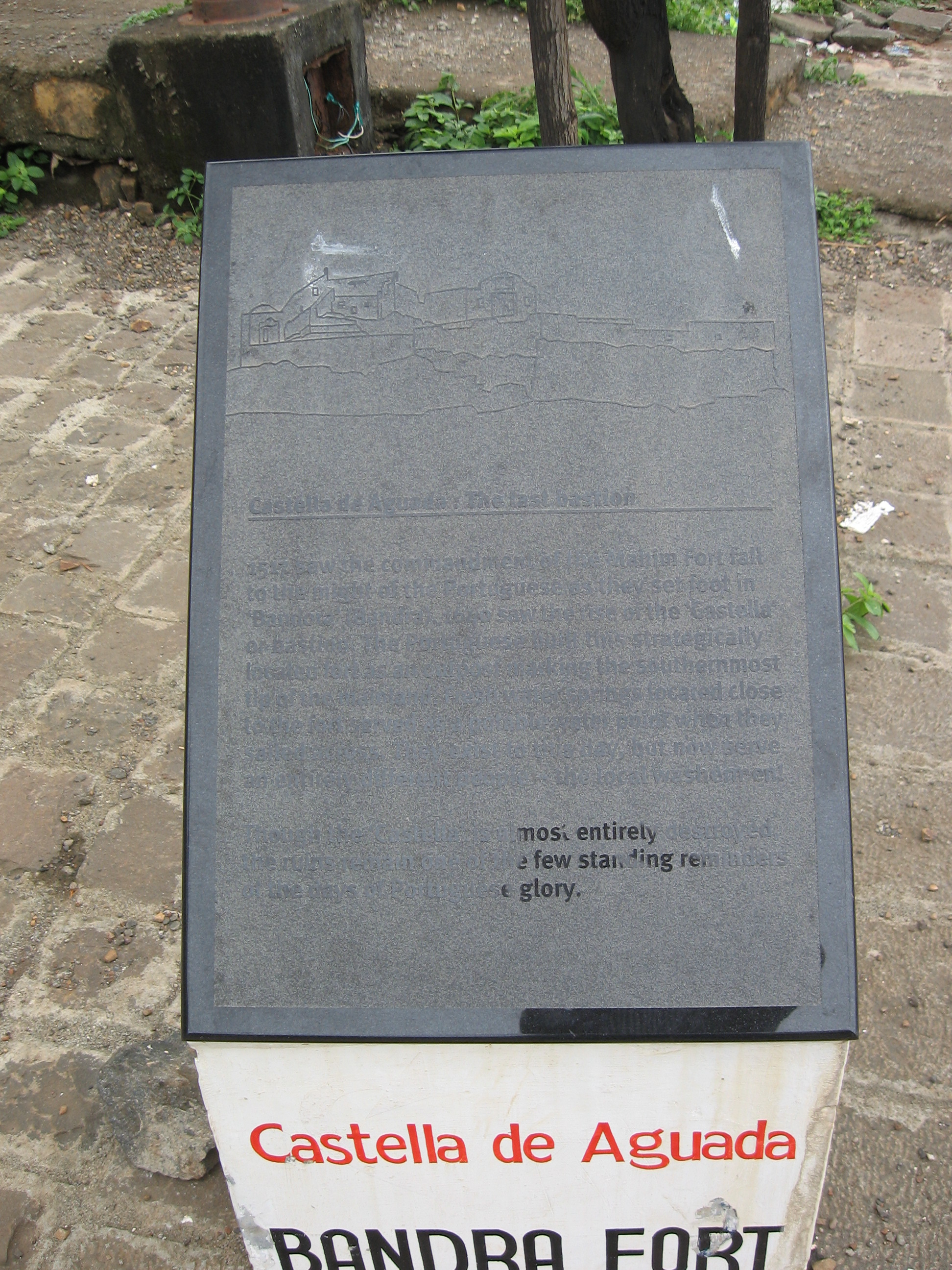
Placa informativa

A Fortaleza do Nome de Jesus de Bandorá, também conhecida como Forte de Bandra ou Forte de Bandorá, referido localmente como Castella de Aguada (Castelo da Aguada) localiza-se no bairro de Bandra, no litoral de Bombaim, no estado de Maharashtra, na Índia.

## História
Forças portuguesas haviam estabelecido uma base na região desde 1534, após derrotarem Bahadur Xá de Guzerate. Ergueram a partir de então diversas fortificações ao longo do litoral da Índia ocidental.
O forte de Bandra foi construído em 1640 com a finalidade de proteção dos aprovisionamentos de água das embarcações, na baía de Maim. Localizava-se estrategicamente, vigiando a baía de Maim ao sul, o mar Arábico a oeste, as ilhas de Worli( a que os portugueses chamavam Varel) ao sul e a aldeia de Maim a sudoeste. Guardava ainda a rota marítima que, do norte, conduzia ao porto de Bombaim. Estava armado com sete peças de artilharia.
Após a cessão das sete ilhas de Bombaim à Grã-Bretanha em 1661, tornou-se um importante posto de vigia entre a posição portuguesa na ilha de Salsete e as ilhas cedidas aos britânicos, a sul.
Diante do declínio português na região no início do século XVIII, o Império Marata tornou-se a maior ameaça às possessões britânicas na região. Antecipando uma iminente derrota das forças portuguesas, os britânicos demoliram parcialmente esta fortificação, como medida de precaução, para que, caso caísse em mãos dos Maratas, não pudesse ser utilizada como base avançada para atacar Bombaim.
Em 1739 a ilha foi invadida pelas forças do Império Marata, que a mantiveram até 1761, quando foram expulsas pelos britânicos no contexto da Primeira Guerra Anglo-Marata. Em 1830, os britânicos doaram largos trechos da ilha de Salcete, incluindo o "Land's End" a Byramjee Jeejeebhoy, um filantropo parse. Jeejeeboy estabeleceu residência na colina onde o forte se ergue, e o cabo foi renomeado como "Byramjee Jeejeebhoy Point".
Cessada a importância estratégica do forte, entrou em decadência, caindo em ruínas.
Em nossos dias foi utilizado como cenário para diversos filmes de Bollywood, como "Dil Chahta Hai" e "Buddha Mil Gaya", constituindo-se ainda num procurado ponto turístico na cidade.
Em 2003, um programa de conservação foi iniciada pelo "Bandra Band Stand Residents' Trust" para salvar o forte. Foi liderado por um membro local do Parlamento (MP), Shabana Azmi, que financiou parte do esforço às suas próprias expensas. O arco de tijolos de um dos portões em perigo de desabamento, e a alvenaria dos alicerces da muralha do forte que estava em perigo de erosão marítima foram reparados. O vizinho hotel "Taj Land's End" é o responsável pela manutenção do forte, responsabilidade que herdou dos antigos proprietários.
O forte é de propriedade do "Archaeological Survey of India" (ASI). Na reforma do forte encontra-se incluída a preservação das formações rochosas naturais, proporcionando caminhos, e a criação de um anfiteatro. O arquiteto da reforma foi P. K. Das, que anteriormente havia redesenhado a área de Carter Road.

## Características
A fortificação distribui-se por diversos níveis, desde o nível do mar até uma altitude de 24 metros.
1. ↑  «4. Fortificações Portuguesas da Índia e Sri Lanka: Panorâmica Geral». Portal da Defesa na Internet. Consultado em 4 de março de 2025